# قلوب من حديد 4
قلوب من حديد 4 (بالإنجليزية: Hearts of Iron IV) هي لعبة فيديو من نوع الإستراتيجية الكبرى، من تطوير استوديو برودكس للتطوير ونشر بارادوكس إنتراكتيف. هي جزء من سلسلة قلوب من حديد التي تعتبر ضمن الألعاب الإستراتيجية الكبرى، والتي تركز على أحداث الحرب العالمية الثانية.
الإعلان الرسمي للعبة كان في يناير 2014، تأجل موعد الكشف الرسمي إلى الربع الأول من عام 2015،  وتم تأجيله بعد ذلك إلى الربع الثاني من عام 2015. في الربع الثالث لعام 2015، أكد يوهان أندرسون أن اللعبة سوف يتم تأجيلها عن موعد الإصدار الأصلي، وعلى الأرجح سيكون الإصدار عام 2016. وهذه محاولة لحل العديد من المشكلات التي يواجهها مع اللعبة، وأخيراً صدرت في السوق يوم 6 يونيو 2016م. وتم استخدم الاسم الرمزي لمشروع اللعبة ذراع قوية اثناء التطوير،
بحلول مايو 2018 ، باعت اللعبة ما مجموعه مليون نسخة حول العالم.

## الميّزات واللعبة
تدور اللعبة حول محاكاة حقيقية في الوقت الحقيقي عن الحرب العالمية الثانية عبر الخريطة، واللاعب قادر على لعب أي دولة في العالم كانت موجودة في ذلك الوقت. يمكن للاّعب اختيار ثلاثة إيديولوجيات مختلفة: الديمقراطية أو الفاشية أو الشيوعية. وهناك المزيد من الإيديولوجيات المتاحة مع التعديلات. يمكن للاّعب أيضاً البقاء بوضع عدم الانحياز. لدى اللّاعب العديد من الأمور حول الصناعة العسكرية والأبحاث الإستراتيجية والدبلوماسية وإنشاء التحالفات والبناء وكذلك تولية مهام قيادة الجيش وتحركاته عبر شخصيات حقيقية كانت موجودة في ذلك الوقت.
تبدأ اللعبة المفترضة عبر مرحلتين إما في سنة 1936 وهي مرحلة التمهيد لما قبل الحرب العالمية الثانية، وإما في سنة 1939 وتحديداً قبيل بدء الحرب العالمية الثانية ضمن الساحة الأوروبية وفي هذا الوقت يكون معدّل نشوب حرب عالمية جديدة عالٍ جداً، ويصبح المجال متروكاً للّاعب.

## التوسعات والتعديلات
التوسعات
| اسم                  | تحديث مجاني | يوم الاصدار    | وصف |
| -------------------- | ----------- | -------------- | --- |
| Together for Victory | 1.3         | 15 ديسمبر 2016 | تعد Together for Victory حزمة دول تضيف محتوى إلى دول متعددة داخل الإمبراطورية البريطانية : كندا وأستراليا ونيوزيلندا وجنوب إفريقيا وراج البريطاني . كما أنه يوسع آليات اللعب بين الدول العميلة وأساتذتها ، مع نظام حكم ذاتي خاص يحدد درجة استقلالية الأمة الخاضعة. كما تمت إضافة ميزات مثل نظام الإعارة والتأجير الموسع ومشاركة التكنولوجيا. |
| Death or Dishonor    | 1.4         | 14 يونيو 2017  | Death or Dishonor هي حزمة بلد تضيف محتوى إلى العديد من القوى الصغيرة في أوروبا الوسطى والبلقان ، والتي تشمل يوغوسلافيا ورومانيا وتشيكوسلوفاكيا والمجر ، بينما تتميز أيضًا بالقدرة على ترخيص المعدات العسكرية لدول أخرى . |
| Waking the Tiger     | 1.5         | 8 مارس 2018    | النمر هو توسع يوضح الحرب الصينية اليابانية الثانية بمحتوى جديد لمانشوكو التي تسيطر عليها اليابان ، بالإضافة إلى الصين القومية والشيوعية ، وشجرة تركيز مشتركة لأمراء الحرب الصينيين في قوانغشي ويونان وما وشانشي ، و Sinkiang . يضيف التوسع أيضًا فرصًا جديدة للتاريخ البديل داخل أشجار التركيز في ألمانيا واليابان، التي تم توسيعها ، وأضيفت عدة دول جديدة قابلة للتكوين. بالإضافة إلى ذلك ، يمكن سن مشاريع وسياسات خاصة بقرارات فريدة ، وتوجد العديد من التغييرات في إدارة الجنرالات في التوسع |
| Man the Guns         | 1.6         | 28 فبراير 2019 | Man the Guns هو توسع يعمل على تحسين الجانب القتالي البحري للعبة ، على الرغم من وجود العديد من التغييرات الأخرى والميزات الجديدة أيضًا في التوسيع ، مثل إضافة محتوى لهولندا والمكسيك وأيضًا تضمين مسارات تاريخ بديلة جديدة للولايات المتحدة والمملكة المتحدة . يضيف التوسع أيضًا الوقود كمورد منفصل عن النفط وميكانيكا الحكومة في المنفى . |

## روابط خارجية
- الموقع الرسمي
- قلوب من حديد 4 في موقع بارادوكس إنتراكتيف
- ويكيبيديا قلوب من حديد 4